# (26983) 1997 VA
1997 في أي (ويعرف أيضًا باسم (26983) 1997 في أي وفق تسمية الكوكب الصغير) (بالإنجليزية: 1997 VA)‏ هو كويكب ضمن حزام الكويكبات؛ وترتيبه 26983 من حيث الاكتشاف.
اكتُشف هذا الجُرم الفلكي بواسطة Frank B. Zoltowski ‏ في 1 نوفمبر 1997.

## وصلات خارجية
- (26983) 1997 VA في قاعدة بيانات مختبر الدفع النفاث لأجرام النظام الشمسي الصغيرة

- الاكتشاف · مخطط المدار ·  العناصر المدارية · المعلمات المادية

- (26983) 1997 VA على موقع ويكي سكاي: DSS2, SDSS, GALEX, IRAS, Hydrogen α, X-Ray, Astrophoto, Sky Map, Articles and images